# 藏南栒子
藏南栒子（学名：Cotoneaster taylorii）为蔷薇科栒子属的植物，是中国的特有植物。分布在中国大陆的西藏等地，生长于海拔3,750米的地区，一般生于溪旁，目前已由人工引种栽培。